# Eleição municipal de Londrina em 2012
A eleição municipal de Londrina em 2012 foi realizada em dois turnos (7 de outubro e 28 de outubro). O prefeito em exercício era Gerson Araújo do PSDB. Alexandre Kireeff do PSD foi eleito prefeito em segundo turno, derrotando Marcelo Belinati do PP.

## Resultado da eleição para prefeito

### Primeiro turno
| Candidatos a prefeito    | Número | Coligação                                                                         | Votação | Percentual |
| ------------------------ | ------ | --------------------------------------------------------------------------------- | ------- | ---------- |
| Marcelo Belinati PP      | 11     | Londrina unida (PP, PSDB, PSL, PTB, PR, PSB, PSC, DEM, PRP, PRB, PTdoB, PMN, PHS) | 124.064 | 45,39%     |
| Alexandre Kireeff PSD    | 55     | PSD (sem coligação)                                                               | 69.082  | 25,27%     |
| Márcia Lopes PT          | 13     | Londrina na linha da frente (PT, PTN, PPS, PV, PCdoB)                             | 38.484  | 14,08%     |
| Barbosa Neto PDT         | 12     | Quem manda é o povo (PDT, PSDC, PTC)                                              | 25.904  | 9,47%      |
| Luiz Eduardo Cheida PMDB | 15     | PMDB (sem coligação)                                                              | 13.975  | 5,11%      |
| Valmor Venturini PSOL    | 50     | Frente de Esquerda (PSOL, PSTU, PCB)                                              | 1.818   | 0,66%      |

### Segundo turno
| Candidatos a prefeito | Número | Votação | Percentual |
| --------------------- | ------ | ------- | ---------- |
| Alexandre Kireeff PSD | 55     | 141.049 | 50,53%     |
| Marcelo Belinati PP   | 11     | 138.027 | 49,46%     |